# Comunità venetopontine
Il nome di comunità venetopontine o veneto-pontine viene attribuito alle comunità di coloni, di prevalente provenienza veneta, insediatesi nella pianura dell'Agro Pontino, nelle aree appoderate e nei centri urbani di nuova fondazione, a seguito della bonifica integrale promossa dal regime fascista negli anni 1930.

## Uso del termine
La natura di questo termine è dovuta alla prevalente provenienza veneta di questi gruppi di coloni e contadini, ma soprattutto alla generale prevalenza della lingua veneta impiegato all'interno delle comunità, anche tra i non veneti, durata per decenni.
Se il termine "veneto-pontino" è infatti di recente introduzione e viene usato prevalentemente negli scritti, nella pratica orale tipica dell'intero Agro Pontino sono da sempre presenti gli appellativi equivalenti di "cispadani" (originariamente dispregiativo) o di "veneti", riferito di fatto a tutti i venetopontini (quindi di origini anche non venete), dei quali il termine "venetopontino" costituisce un sinonimo maggiormente corretto e meno ambiguo.
Va, infine, sottolineato che il termine "veneto-pontino" (o, limitatamente alla pratica gergale nell'agro pontino, il termine "veneto" se riferito a cittadini pontini) è frequentemente usato sia in senso lato, ad indicare l'intera collettività di colonizzatori di provenienza settentrionale, ma anche in senso stretto ad indicare le singole comunità facenti capo ai vari centri fondati ed, in particolare, le comunità cittadine costituite nei borghi rurali, nella maggior parte delle quali sono, tuttora, vivi molti dei caratteri originali delle comunità iniziali dei coloni nelle tradizioni, nel senso di appartenenza e di mutua assistenza, nell'educazione.

## Storia
Le cosiddette comunità veneto-pontine furono infatti originate (o fondate, secondo alcuni, volendo ripetere il termine relativo alla pratica urbanistica di costruzione dei nuovi centri) oltre che da coloni veneti, anche da immigrati di provenienza friulana, ferrarese-emiliana ed in piccola parte lepina per ciò che concerne l'area pontina vera e propria, mentre per l'area della campagna romana (Aprilia e Pomezia) furono presenti anche coloni di provenienza forlivese ed ex-emigrati italiani (perlopiù trentini) in Bosnia e Romania, fatti rientrare dallo stato fascista.
Al contrario, i pionieri immigrati di provenienza marchigiana, della Valle Latina e abruzzese, pure presenti in congruo numero nell'agro pontino, non vengono solitamente considerati nel novero della comunità veneto-pontina in generale, probabilmente perché il loro insediamento fu inizialmente in gran parte circoscritto ad aree e comunità cittadine già esistenti (ad. es. Cisterna di Latina) in cui furono presto assimilati, pur mantenendo un senso di identità a livello familiare ed, in certi casi, dando vita a manifestazioni associazionistiche, restando tuttavia pur sempre "immersi" in una realtà sociale più eterogenea e comunque spesso (ma non sempre) distinta da quella dei "borghi" di fondazione.
Nelle comunità nate nei centri di nuova fondazione si poterono formare e perdurare caratteristiche proprie, come l'affermazione per lungo tempo dell'idioma veneto quale lingua veicolare, nonché l'affermazione di tradizioni (sociali, ma anche gastronomiche, nell'ambito religioso, e in parte anche politiche) frutto della fusione del portato culturale delle diverse provenienze veneta, friulana e ferrarese.

## I luoghi delle comunità venetopontine
- Latina[N 1]
- Aprilia[N 1]
- Pomezia[N 1]
- Ardea[N 1]
- Sabaudia[N 2]
- Cisterna di Latina[N 1]
- Pontinia
- Borgo Isonzo
- Borgo Carso
- Borgo Sabotino
- Borgo Flora[N 2]
- Borgo Montello
- Le Ferriere (o Borgo Le Ferriere)[N 2]
- Borgo Podgora
- Borgo Bainsizza
- Borgo Santa Maria
- Borgo Faiti
- Borgo San Michele
- Borgo Pasubio
- Borgo Grappa
- Borgo San Donato[N 2]
- Borgo Vodice
- Borgo Hermada
- Borgo Montenero

Legenda
1. 1 2 3 4 5  Località in cui, già dalla fondazione, i venetopontini non sono l'unica componente sociale rilevante (o comunque fin dalla bonifica, per le località storiche come Cisterna).
2. 1 2 3 4  Località in cui sono originariamente presenti, oltre a Veneti, Emiliani e Friulani, anche minoranze di coloni di provenienza Lepina o comunque Laziale-locale, che spesso vengono comunque inclusi nel novero dei venetopontini.